# Religija u Mađarskoj
Religija u Mađarskoj obuhvaća sve vjerske zajednice koje djeluju u Mađarskoj, među kojima prevladava kršćanstvo. Najbrojnija i povijesno najzastupljenija je Katolička Crkva.

## Povijest
Mađarska je tradicijski rimokatolička. Širenje protestantizma zahvatilo je i Mađarsku. Kalvinizam se osobito proširio i smatrao se simbolom mađarstva. U 16. st. oni čine većinu u cijeloj Mađarskoj, a danas je u Mađarskoj najbrojniji samo na istoku Mađarske. Veliku ulogu u sprječavanju širenja protestantizma i zadržavanja rimokatoličanstva u Mađara odigrali su i hrvatski svećenici. U Mađarskoj se doseljavaju u ranom novom vijeku Židovi. Postoji mala zajednica grkokatolika. Posljedica sovjetske komunističke vlasti nad Mađarskom je bila snažna ateizacija društva.

## Vjerska struktura
Procjene koje navodi CIA iz 2011. govore o sljedećem vjerskom sastavu:
- rimokatolici 37,2 %
- kalvinisti 11,6 %
- luterani 2,2 %
- grkokatolici 1,8 %
- ostali 1,9 %
- nikoje vjere 18,2 %
- nespecificirano 27,2 %

Popisom stanovništva u Mađarskoj 2011. utvrđeno je ovo stanje:
- rimokatolici 37,1 %
- kalvinisti 11,6 %
- luterani 2,2 %
- grkokatolici 1,8 %
- ostale vjere 1,9 % (u njih spadaju sunitski muslimani, judaizam i ost.[3] )
- nereligiozni 16,7 %
- ateisti 1,5 %
- neizjašnjeno 27,2 %

## Galerija
- Širenje kršćanstva u Europi i na Sredozemlju.
- Europa u doba velike podjele 1054. godine.
- Religija u Europi, na Sredozemlju i na Bliskom Istoku 1100.
- Religije u Europi 1560.

## Vanjske poveznice
|  | Zajednički poslužitelj ima još gradiva o temi Religion in Hungary |